# Lithurgus cognatus
Lithurgus cognatus là một loài Hymenoptera trong họ Megachilidae. Loài này được Smith mô tả khoa học năm 1868.